# تلسکوپ هیل
تلسکوپ هیل (انگلیسی: Hale Telescope) یک تلسکوپ ۲۰۰ اینچی (۵٫۱ متری) از نوع بازتابی با ضریب اف ۳٫۳ است که در رصدخانه پالومار در شهرستان سن دیگوی کالیفرنیا قرار دارد. این تلسکوپ به‌نام جرج الری هیل دانشمند آمریکایی نام‌گذاری شده‌است. وی در سال ۱۹۲۸ با حمایت مالی بنیاد راکفلر کارهای برنامه‌ریزی، طراحی و ساخت رصدخانه را انجام داد، اما اتمام این پروژه ۲۰ سال به‌طول انجامید و هیل زنده نماند تا راه اندازی آن را ببیند. تلسکوپ هیل در زمان خود پیشگام بود و قطر آن دو برابر دومین تلسکوپ بزرگ بعد از خودش بود. این تلسکوپ پیشگام بسیاری از فناوری‌های جدید در طراحی پایه تلسکوپ و نیز در طراحی و ساخت روکش آلومینیومی «لانه زنبوری» بزرگ با انبساط حرارتی پایین برای آینه پیرکس آن بود. تلسکوپ هیل در سال ۱۹۴۹ تکمیل شد و هنوز در حال استفاده و فعال است.
تلسکوپ هیل نشان دهنده محدودیت‌های فناوری در ساخت تلسکوپ‌های نوری بزرگ برای بیش از ۳۰ سال است. این تلسکوپ از زمان ساخت در ۱۹۴۹ تا پیش از ساخت تلسکوپ BTA-6 متعلق به اتحاد جماهیر شوروی در سال ۱۹۷۶، بزرگ‌ترین تلسکوپ جهان به‌شمار می‌رفت. همچنین هیل تا پیش از ساخت تلسکوپ کک ۱ در هاوایی در ۱۹۹۳، دومین تلسکوپ بزرگ دنیا بود.

## مقایسه
مساحت پهنه جمع‌آوری نور تلسکوپ هیل در زمان راه‌اندازی در سال ۱۹۴۹، چهار برابر بیشتر از مساحت دومین تلسکوپ بزرگ دنیا بود. دیگر تلسکوپ‌های معاصر و هم‌رده آن، تلسکوپ هوکر در رصدخانه کوه ویلسون و تلسکوپ اتو استروو در رصدخانه مک‌دونالد بودند که مقایسه ویژگی‌های آن‌ها در جدول زیر آمده‌است.
| # | نام تلسکوپ رصدخانه                                   | تصویر | دهانه                 | ارتفاع             | نخستین نور | پشتیبان‌(های) ویژه                        |
| - | ---------------------------------------------------- | ----- | --------------------- | ------------------ | ---------- | ---------------------------------------- |
| 1 | تلسکوپ هیل رصدخانه پالومار                           |       | ۲۰۰ اینچ ۵۰۸ سانتی‌متر | ۱۷۱۳ متر (۵۶۲۰ پا) | ۱۹۴۹       | جرج الری هیل جان دیویس راکفلر ادوین هابل |
| ۲ | تلسکوپ هوکر رصدخانه کوه ویلسون                       |       | ۱۰۰ اینچ ۲۵۴ سانتی‌متر | ۱۷۴۲ متر (۵۷۱۵ پا) | ۱۹۱۷       | جرج الری هیل اندرو کارنگی                |
| ۳ | تلسکوپ مک‌دونالد رصدخانه مک‌دونالد (تلسکوپ اتو استروو) |       | ۸۲ اینچ ۲۱۰ سانتی‌متر  | ۲۰۷۰ متر (۶۷۹۱ پا) | ۱۹۳۹       | اوتو استروو                              |